# 北京跟踪与通信技术研究所
北京跟踪与通信技术研究所（BITTT），位于北京市海淀区北京航天城，隶属中国人民解放军军事航天部队。

## 沿革
北京跟踪与通信技术研究所位于“中国北京航天城”，1965年成立，是中华人民共和国航天测控通信系统的总体设计和应用研究单位。1985年起，该研究所开始招收硕士研究生。截至2010年代，该研究所拥有“通信与信息系统”、“导航、制导与控制”、“信号与信息处理”、“计算机应用技术”专业硕士学位授予权。

## 历任所长
……
- 于志坚（？—？）[2]
- 钱卫平（？—？）[3]
- 董光亮（？—）[4][5]